# نادي شباب الدور
نادي شباب الدور الرياضي هو فريق كرة قدم عراقي مقره في محافظة صلاح الدين، يلعب في الدوري العراقي الدرجة الثانية.

## الإنجازات
- الدوري العراقي الدرجة الثانية
  - الفائز: 2006 - 2007.[3]

## روابط خارجية
- نادي شباب الدور على Goalzz.com
- أندية العراق - تواريخ التأسيس